# Kościół św. Jerzego w Wojborzu
Kościół św. Jerzego w Wojborzu – zabytkowy kościół we wsi Wojbórz.
Kościół parafialny wybudowany w XV w., przebudowany w XVII w.